# Fondation Nueva Asturies
 (mars 2023).
La Fondation Nueva Asturies est une association culturelle asturienne née en 1996 née d'une association d'une millitance politique du Parti Asturianista. Elle se préoccupe principalement des revendications des asturiens qui ont une sensibilité particulière à leur langue, mais aussi d'études ethnographiques, folklore, théâtre, musique, et des arts plastiques.
Cette fondation est actuellement[Quand ?] présidée par Mario San Martín Fernández.